# Leonel Cárdenas
Leonel Cárdenas Mora (* 8. Februar 2000 in Tlalnepantla) ist ein mexikanischer Squashspieler.

## Karriere
Leonel Cárdenas begann seine professionelle Karriere in der Saison 2017 und gewann bislang 17 Titel auf der PSA World Tour. Seine höchste Platzierung in der Weltrangliste erreichte er mit Position 16 am 10. Februar 2025. Bei den Junioren wurde er 2017 Panamerikameister. 2023 sicherte er sich bei den Panamerikameisterschaften mit César Salazar den Titelgewinn in der Doppelkonkurrenz. Bei den Panamerikanischen Spielen 2023 in Santiago de Chile gewann Cárdenas die Bronzemedaille im Einzel, während er mit César Salazar im Doppel den zweiten Platz belegte.

## Erfolge
- Panamerikameister im Doppel: 2023 (mit César Salazar)
- Gewonnene PSA-Titel: 17
- Panamerikanische Spiele: 1 × Silber (Doppel 2023), 1 × Bronze (Einzel 2023)